# オステルリッツ駅
オステルリッツ駅（フランス語: Gare d'Austerlitz, 発音例ガール・ドステルリッツ）はフランス・パリの13区にある、フランス国鉄 (SNCF) の鉄道駅。フランス国鉄のパリにおける6つの主要ターミナル駅の一つであり、主にフランス南西部方面への列車が発着するほか、RER C線の駅でもある。ここでは同地にあるメトロの駅であるオステルリッツ駅 (フランス語: Gare d'Austerlitz) についても記述する。

## 駅名
「オステルリッツ」という駅名は、所在地のオステルリッツ河岸 (Quai d'Austerlitz) に由来する。この地名は1805年のアウステルリッツの戦いに由来し、駅名と駅からの列車の目的地に関係はない。なお、フランス国鉄の時刻表や路線図では、駅名はパリ・オステルリッツ駅 (Paris-Austerlitz) と表記されるが、パリ市内においては単にオステルリッツ駅とのみ呼ばれる。かつてはパリ・オルレアン鉄道の駅（またはオルレアン方面への駅）という意味でオルレアン駅（Gare d'Orléans, ガール・ドルレアン）とも呼ばれた。メトロの駅も開業時は「ガール・ドルレアン」だった。

## 発着する路線・列車
オステルリッツ駅はパリからオルレアン郊外、トゥールなどを経由してボルドーに至る路線（パリ-ボルドー線）の起点である。同路線からはオルレアン郊外でリモージュ経由トゥールーズ方面への路線が、またトゥールからはナント方面への路線が分岐しており、またパリ南東部郊外のジュヴィシーではリヨン駅からリヨン経由マルセイユ方面への路線と接続している。
ただし、1990年のLGV大西洋線の開業以降は、トゥール以遠への列車のほとんどはモンパルナス駅始発のTGVに置き換えられており、オステルリッツ駅発の長距離列車はリモージュ方面へのものを除けば夜行列車（夜行アンテルシテ）のみとなっている。これにはスペインへの国際夜行列車（トレンオテル）のエリプソスも含まれる。また国内夜行列車のコライユ・ルネアは、本来はリヨン駅始発であるフランス南東部方面への列車もオステルリッツ駅発となっている。
2009年4月現在、オステルリッツ駅を発着する列車は以下の通り。なおRERとメトロ以外は全てオステルリッツ駅が起点・終点である。
- エリプソス（国際夜行列車）[1] - タルゴ客車を使用
  - フランシスコ・デ・ゴヤ : マドリード・チャマルティン駅行
  - ジョアン・ミロ : バルセロナ・フランサ駅行
- コライユ・ルネア（夜行）[2]
  - トゥーロン、カンヌ 、ニース経由ヴェンティミリア行（旧青列車）
  - ヴァランス、ギャップ経由ブリアンソン行
  - シャンベリ、アルベールヴィル経由ブール＝サン＝モーリス(Bourg-Saint-Maurice)行（週末・バカンス季のみ）
    - アヌシー経由サン＝ジェルヴェ＝レ＝バン(Saint-Gervais-les-Bains)行（週末・バカンス季のみ、シャンベリまで上記列車と併結）

  - カオール経由トゥールーズ行
    - ロデーズ行（一部の日はアルビまで延長、カオールまで上記列車と併結）

  - ナルボンヌ、ペルピニャン経由ポルトボウ(Portbou)行
    - フォワ経由ラトゥール＝ドゥ＝カロル行（途中まで上記列車と併結）
    - モントレジョー(Montréjeau)経由ルション(Bagnères-de-Luchon)行（一部の日のみ、途中まで上記列車と併結）

  - バイヨンヌ、ビアリッツ、アンダイエ経由イルン行
    - ポー経由タルブ行（途中まで上記列車と併結）
- コライユ・テオズ[1]
  - ヴィエルゾン行、トゥールーズ行など(旧ル・キャピトール)
- コライユ・アンテルシテ[3][4]
  - ヴィエルゾン行、ユセル行など
  - ブロワ、トゥール行など
  - トゥール、アングレーム経由ロワイヤン行（夏期のみ）
- Aqualys[4]
  - オルレアン・ブロワ・トゥール行

- TERサントル[4]
  - 21系統 : オルレアン行

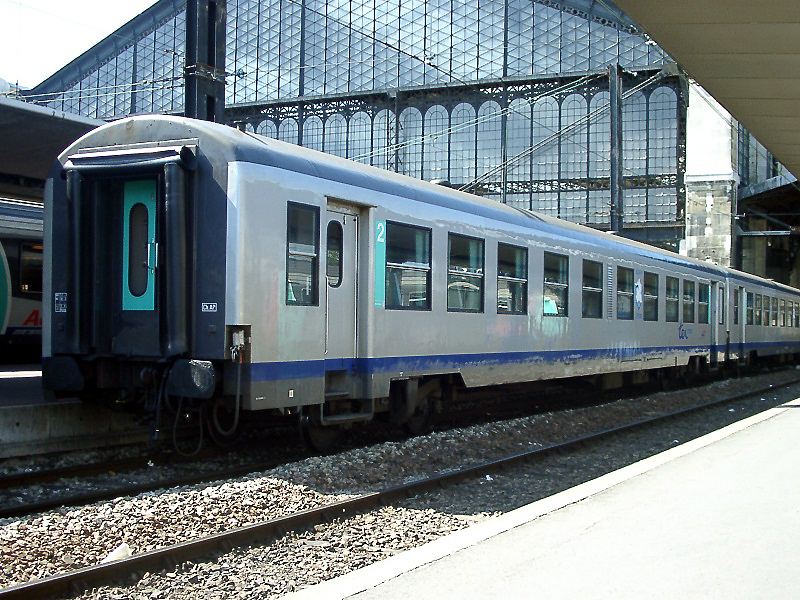
オステルリッツ駅に停車中のTERサントルの客車

  - 26系統 : ヴァンドーム経由トゥール行など

- RER
  -  C線
- メトロ（パリ交通公団(RATP)の路線）
  -  5号線
  -  10号線

## 歴史
パリ・オルレアン鉄道は1840年9月20日にパリから南東部郊外ジュヴィシー (Juvicy) までの最初の路線を開業させた。このときパリに置ける起点はオステルリッツ河岸に置かれたが、その駅施設は簡素なものだった。1943年になって、ヴァリュベール広場に面する行き止まり構造の本格的な駅が開業した。この時の駅は6線からなっていた。同じ1943年にはパリ・オルレアン間の鉄道が全通した。さらに1846年にトゥール、1851年ナント、1852年ボルドー、1855年クレルモン＝フェラン、1884年にはトゥールーズにまで路線が達し、オステルリッツ駅はブルターニュ南部から中央高地西部に至るフランスに広がる路線網の起点となった。また1854年にプティト・サンチュール（小環状線）の一部が開通し、オステルリッツ駅の南のトルビアックに環状線への連絡線が設けられた。
1867年のパリ万国博覧会を控えて1862年から新駅舎の建設が行われた。駅舎はホームを囲むU字型をしており、東側に出発客用、西側に到着客用の施設が設けられた。ホーム先端に当たる北側の部分はパリ・オルレアン鉄道の管理部門が使用した。ホームは長さ280m、幅51.25mの金属製の大屋根で覆われた。この屋根はパリ・オルレアン鉄道の技術者カミーユ・ポロンソー (Camille Polonceau) の設計によるものである。普仏戦争中パリが包囲された際には、屋根の高さを利用して気球の製造に用いられた。
1900年のパリ万国博覧会に合わせてパリ・オルレアン鉄道はオステルリッツ駅からオルセー駅までの地下線を開業させた。この時にオステルリッツ駅も大きく改造された。大屋根の下はオルセー駅方面への線路と、地下線用の電気機関車の留置線などになり、ホームは駅舎の南側の空間に移された。ホームは中央にオルセー駅方面への直通列車用の島式ホーム2面4線があり、その東側に出発列車用、西に到着列車用の頭端式ホームが置かれた。東西のホームの頭端部はオルセー駅方面への線路を横切る構内踏切で結ばれていた。
オステルリッツ駅 - オルセー駅間は1900年の開業時から第三軌条方式により電化されていたが、1904年には電化区間はジュヴィシーまで延長された。ただし長距離列車の機関車の交換はオステルリッツ駅で行われた。
1906年6月2日にはメトロ5号線のプラス・ディタリー - ガール・ドルレアン間が開業した。同年7月14日にはオステルリッツ高架橋を越えて北へ延長された。なおメトロの駅名がガール・ドステルリッツと改名されたのは1930年のことである。
1910年に発生したセーヌ川の洪水でオステルリッツ駅は大きな被害を受けた。1月21日にオステルリッツ - オルセー間の地下線が水没し、数日後にはオステルリッツ駅自体にも浸水した。オステルリッツ駅の復旧は2月9日であり、それまで列車はジュヴィシー駅で折り返していた。オルセーまでの復旧は3月4日だった。
1920年代になると、パリからヴィエルゾンまでの幹線を架線集電方式で直流電化することが計画され、オステルリッツ駅からジュヴィシーまでは1926年に架線が敷設された。オルセーまでの第三軌条が完全に置き換えられたのは1927年である。またこのときシェヴァルレ地区にあった蒸気機関車の機関庫を廃止し、オステルリッツ駅の東にあった急行貨物用の設備をシェヴァルレに移転した。その跡地を利用して出発列車用のホームが増設された。
1938年の鉄道国有化によりオステルリッツ駅はフランス国鉄の駅となった。また1939年にはオルセー駅が近郊列車専用の駅となり、オステルリッツ駅は再び長距離列車の始発駅となった。1939年7月12日にはメトロ10号線が乗り入れている。
1960年時点におけるオステルリッツ駅の構造は次のようになっていた。線路は東側に出発列車、南行き近郊列車用の13線（東から順に25番線から1番線、奇数番号のみ）、西側に到着列車、オルセー行近郊列車用の7線（東から2, 2bis, 4, 6, 8,12,14）があり、5,3,1,2,2bis,4の各線がオルセー方面に通じており、他は行き止まりだった。ホームは3番線と1番線、2番線と2bis線の間にそれぞれ島式ホームがあり、25番線から5番線と4番線から16番線は頭端式となっていた。このほか1番線と2番線の間にホームに接しない中線があり、14番線の外側にもホームに接しない16番線が存在した。また出発線側に郵便車用の側線3本があった。
オステルリッツ駅構内では近郊列車がオルセー駅に通じる内側の線路を使っていたのに対し、駅の南では近郊列車が外側、長距離列車が内側の方向別複々線となっていたため、近郊列車と長距離列車の進路が平面交差するという構造的な欠陥があった。また、出発ホームと到着ホームの間の構内踏切の危険性も問題であった。このため、近郊列車用ホームを地下化する工事が行われた。列車の運行を止めずに工事を行わなければならないことに加え、セーヌ川に近いことによる地質の問題もあり、工程は複雑なものになった。地下ホーム（後のRERホーム）が完成したのは1969年3月2日である。地上ホームは一体の頭端式ホームとなり、出発用と到着用の区別はなくなった。また番号も2番線から5番線と7-21番線と付けかえられた。なお1番線は荷物用であった。
1990年、LGV大西洋線の開業により、パリからトゥール以遠のフランス南西部への昼行列車は少数の例外を除きモンパルナス駅発のTGVに置き換えられ、オステルリッツ駅発の列車は大きく減少した。

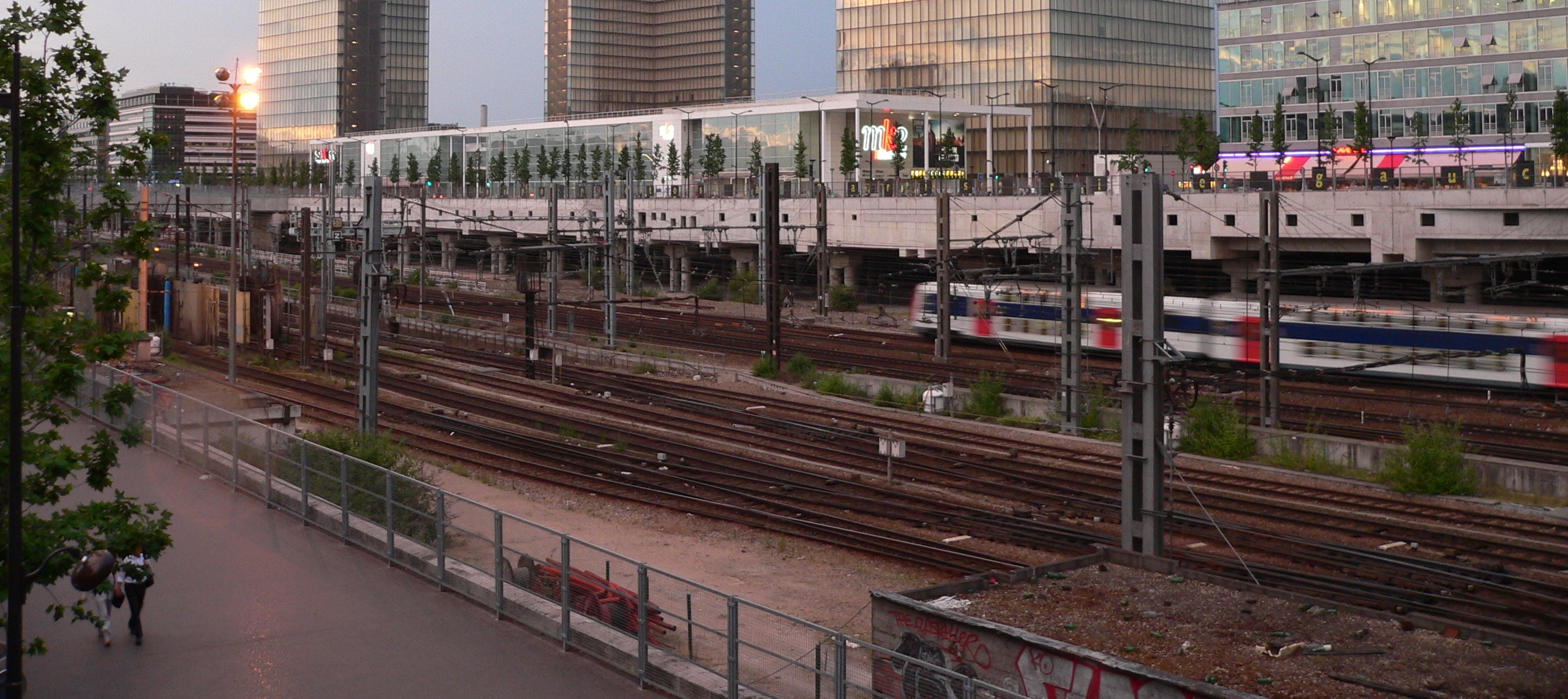
フランソワ・ミッテラン図書館前を通る列車

1990年代からはオステルリッツ駅に付随する鉄道施設の整理と跡地の再開発が行われている。駅からトルビアック通りを越えてマセナ大通り（ブールヴァール・デ・マレショーの一部）までの線路とセーヌ川の間の地域が対象となっており、パリ市ではパリ・セーヌ左岸市街化規制地域 (ZAC Paris Seine Rive Gauche) 、フランス国鉄ではATM（Austerlitz, Tolbiac, Massénaの頭文字）と呼んでいる。この地域にあった貨物駅などは線路西側のシェヴァルレ地区とランジスに移された。またオートトラン（カートレイン）の発着施設は2000年にベルシー駅に移転した。跡地には1996年開館のフランス国立図書館、フランソワ・ミッテラン館などが建設された。さらに南のヴァンサン・オリオール大通りとマセナ大通りの間では2012年完成予定で再開発が進行中である。

### 将来
2015年までにバリアフリー化工事が行われる予定である。
フランス国鉄とフランス鉄道線路事業公社 (RFF) は、パリの南郊外でLGV大西洋線とLGV東連絡線を結ぶ南連絡線を計画しており、この路線からオステルリッツ駅方面への連絡線を設けて、現在リヨン駅やモンパルナス駅発着となっているTGVの一部をオステルリッツ駅に移し、両駅の混雑を緩和する予定である。将来的にはオステルリッツ駅から北駅まで地下新線を建設する構想もある。

## 駅構造
フランス国鉄の駅は地上の頭端式ホームとRER用の地下ホームからなる。メトロの駅は5号線用の高架駅と10号線用の地下駅に分かれている。

### フランス国鉄・RER
地上の頭端式ホームには東側から順に7番線から21番線の15線がある。その東には1番線から5番線（6番線は欠番）があったが、2007年現在は工事中である。この部分は上層にピエール・マンデス＝フランス大通りが重なる二重構造になっている。駅舎はホームの頭端（北）側にあり、東西二つの建物の間に大屋根（トレイン・シェッド）に覆われたホールがある。東西の建物の正面にはそれぞれ車寄せやタクシー乗降場があり、東からはオステルリッツ河岸に、西からはオピタル大通りに出ることができる。切符売り場は東の駅舎内にあり、このほかカフェや売店がある。両駅舎に挟まれた大屋根の下の部分はRERの線路の開口部や駐車場になっており、また東西の駅前広場間を移動するタクシー用の通路がある。
RERの駅は地上ホームの直下にあり、島式ホーム2面4線でホームの全長は225m、幅は9mである。コンコースはホームよりも下の層にあり、自動改札機が設置されている。
地上の各ホームからの線路が合流するのは、ヴァンサン・オリオール大通りの跨線橋付近である。その南の線路西側のシェヴァルレ (Chevaleret) 地区には国営運輸サービス会社 (SERNAM) の急行貨物 (messagerie) 用設備がある。また、この付近でRERの線路が地上に現れる。ビブリオテーク・フランソワ・ミッテラン駅を越えるとプティト・サンチュールの廃線跡と交差する。そこから南の線路両側には客車、電車、機関車などの車両基地、操車場などがパリ市境を越えてイヴリー・シュル・セーヌ駅付近まで続いている。機関区からオステルリッツ駅までは専用の複線の連絡線があり、本線の列車と干渉しないよう立体交差が設けられている。

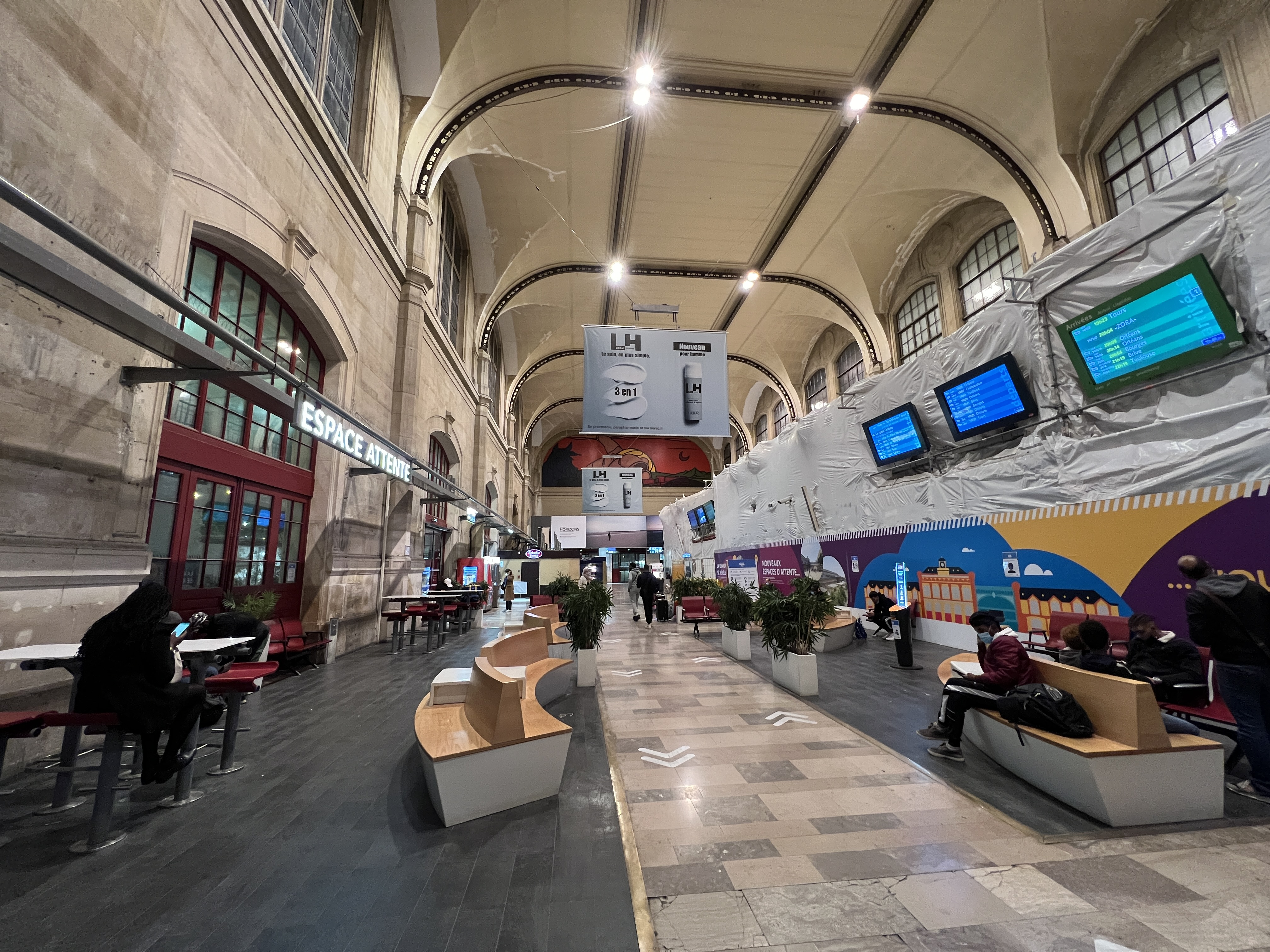
駅舎内
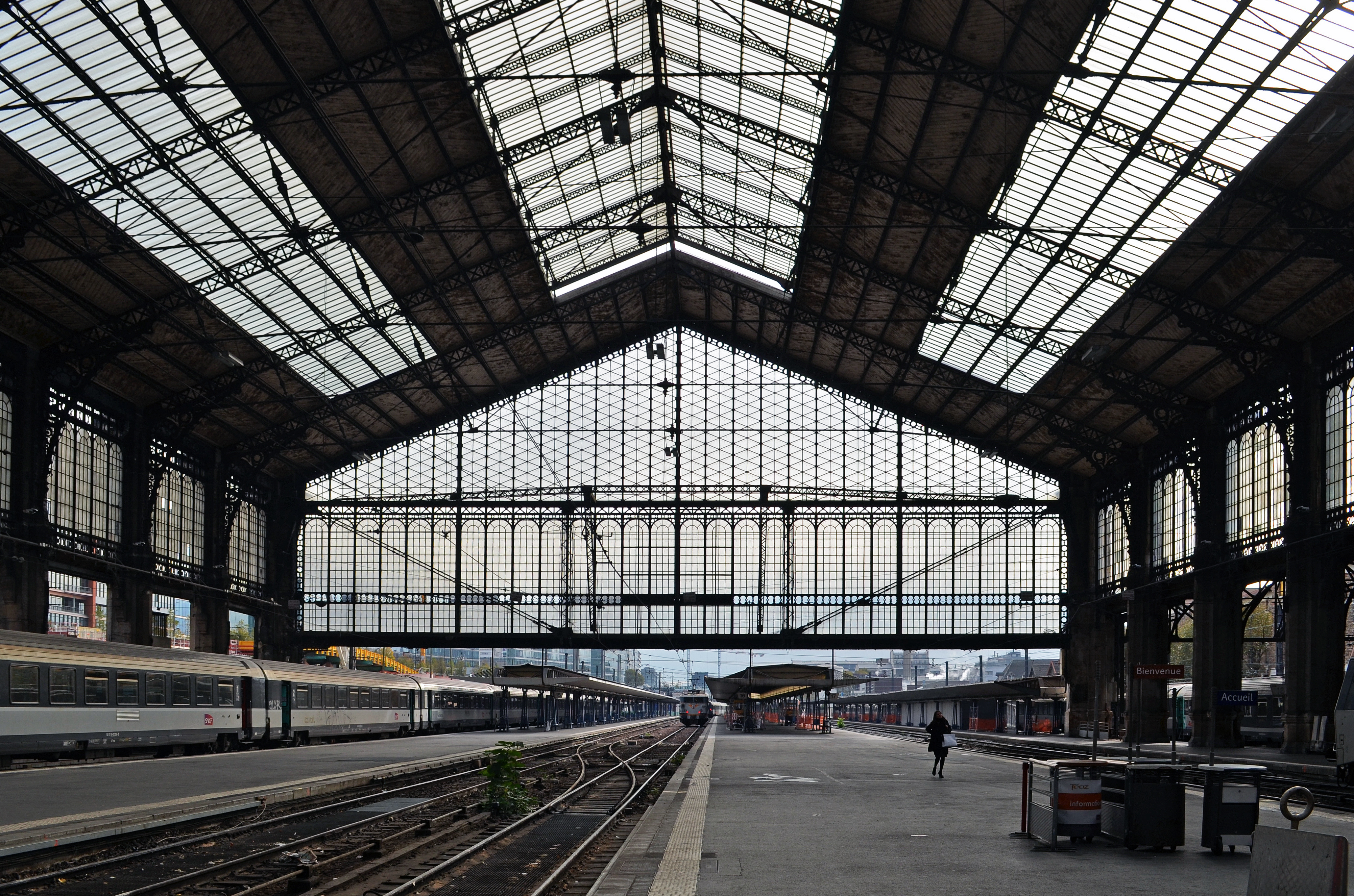
トレイン・シェッドに覆われたホーム
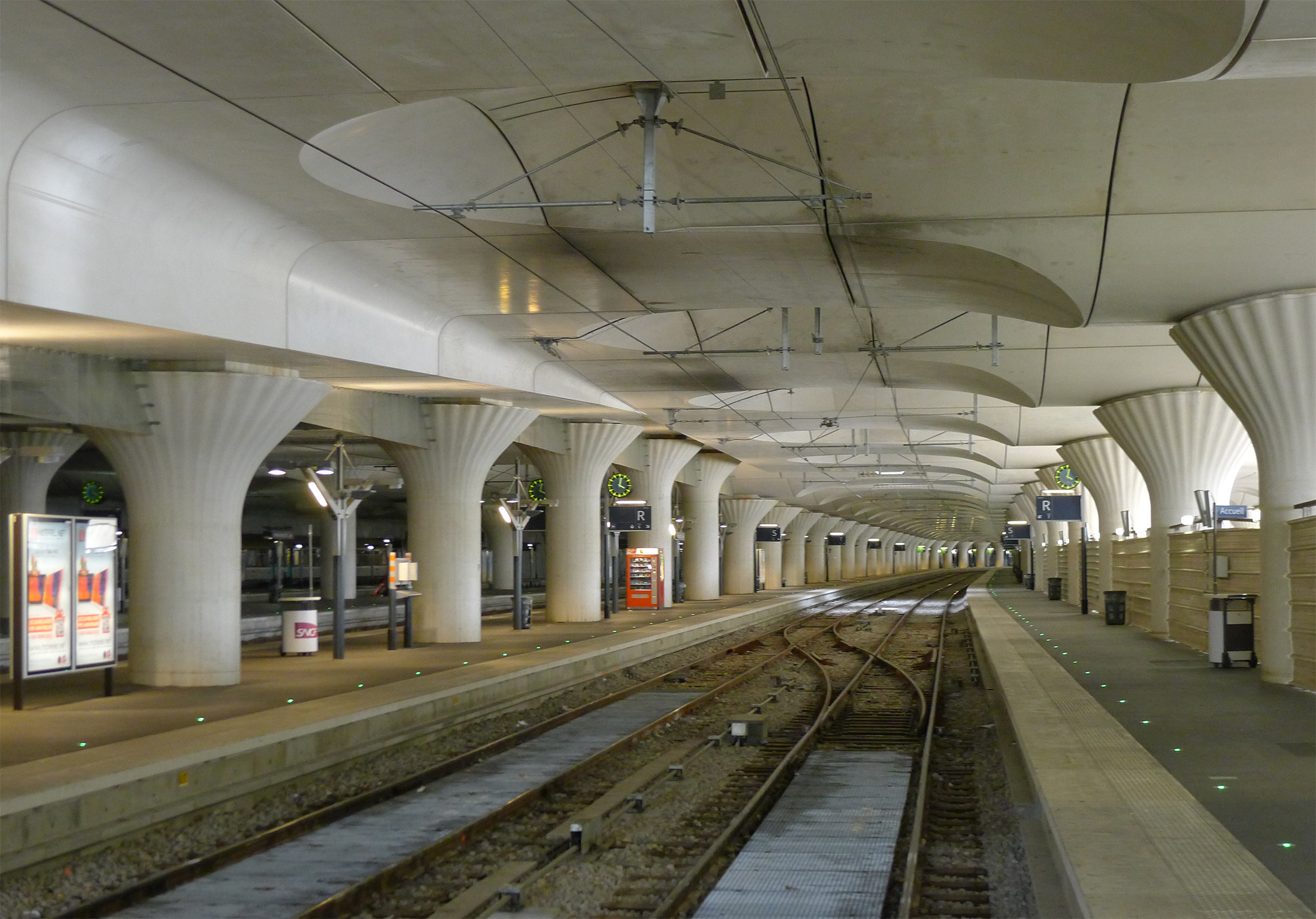
ホーム
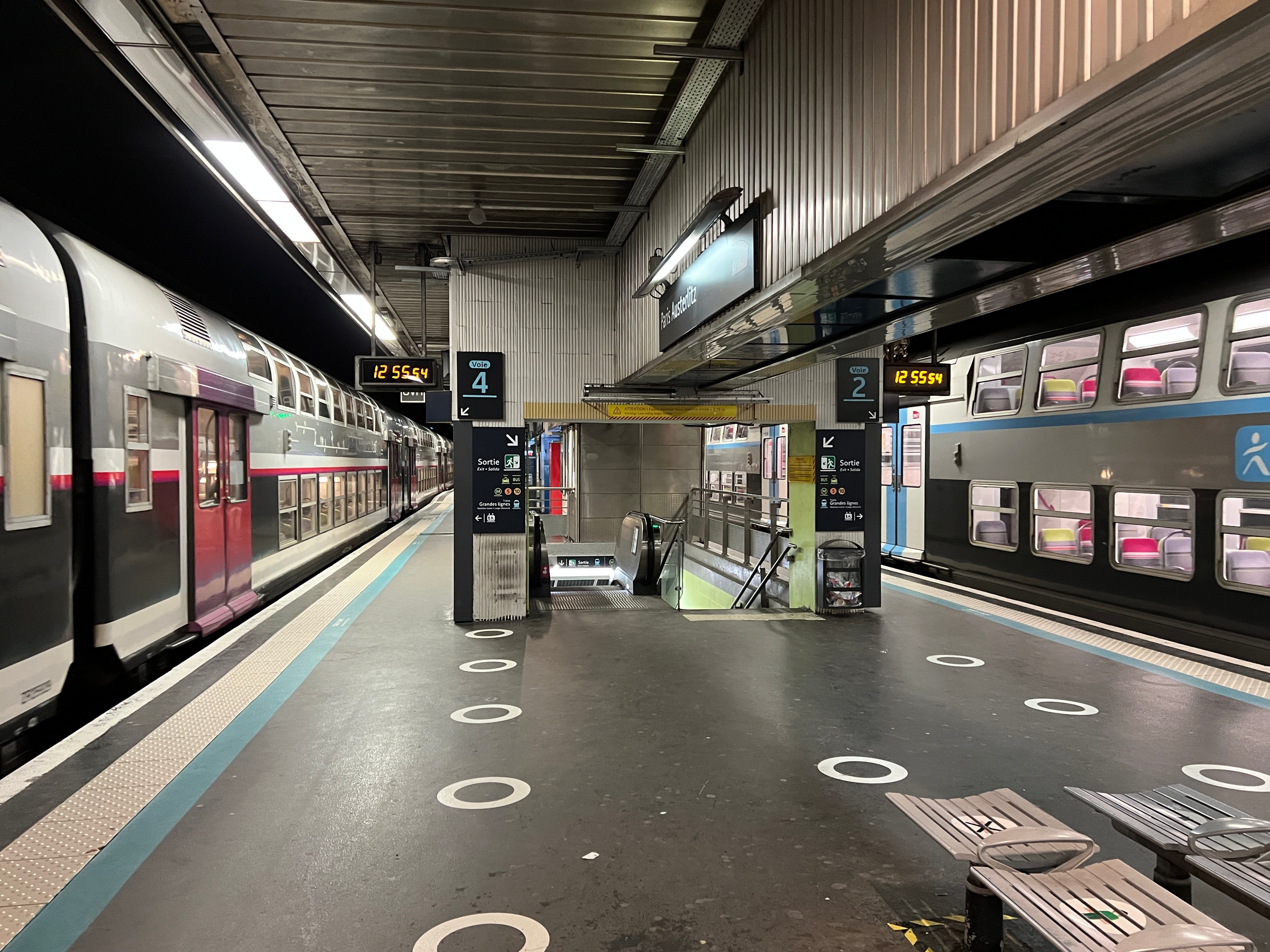
RER C線ホーム
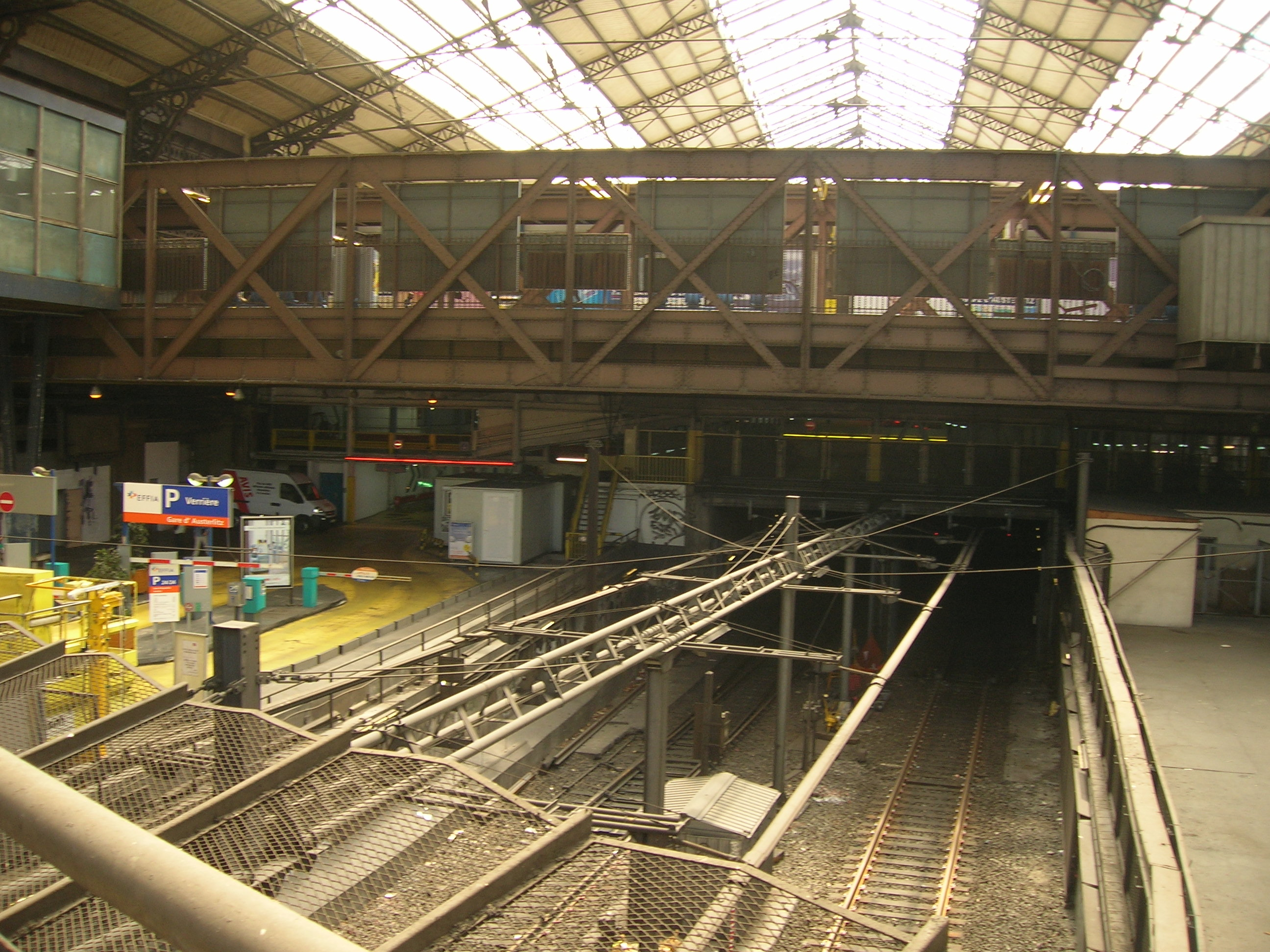
大屋根の下のRER開口部。上はメトロ5号線

### メトロ
メトロ5号線の駅は高架駅であり、フランス国鉄の東西の駅舎と中間のホール部分を貫く形で線路が通っており、その部分に相対式2面2線のホームがある。駅の東はオステルリッツ高架橋に続いており、西側は地下に下るため40パーミルの急勾配となっている。
10号線の駅はフランス国鉄の駅の西側の駅前広場（アリヴェ広場）の地下にある。ホームは相対式2面2線。10号線の東の終点であり、南側に引き上げ線2本がある。

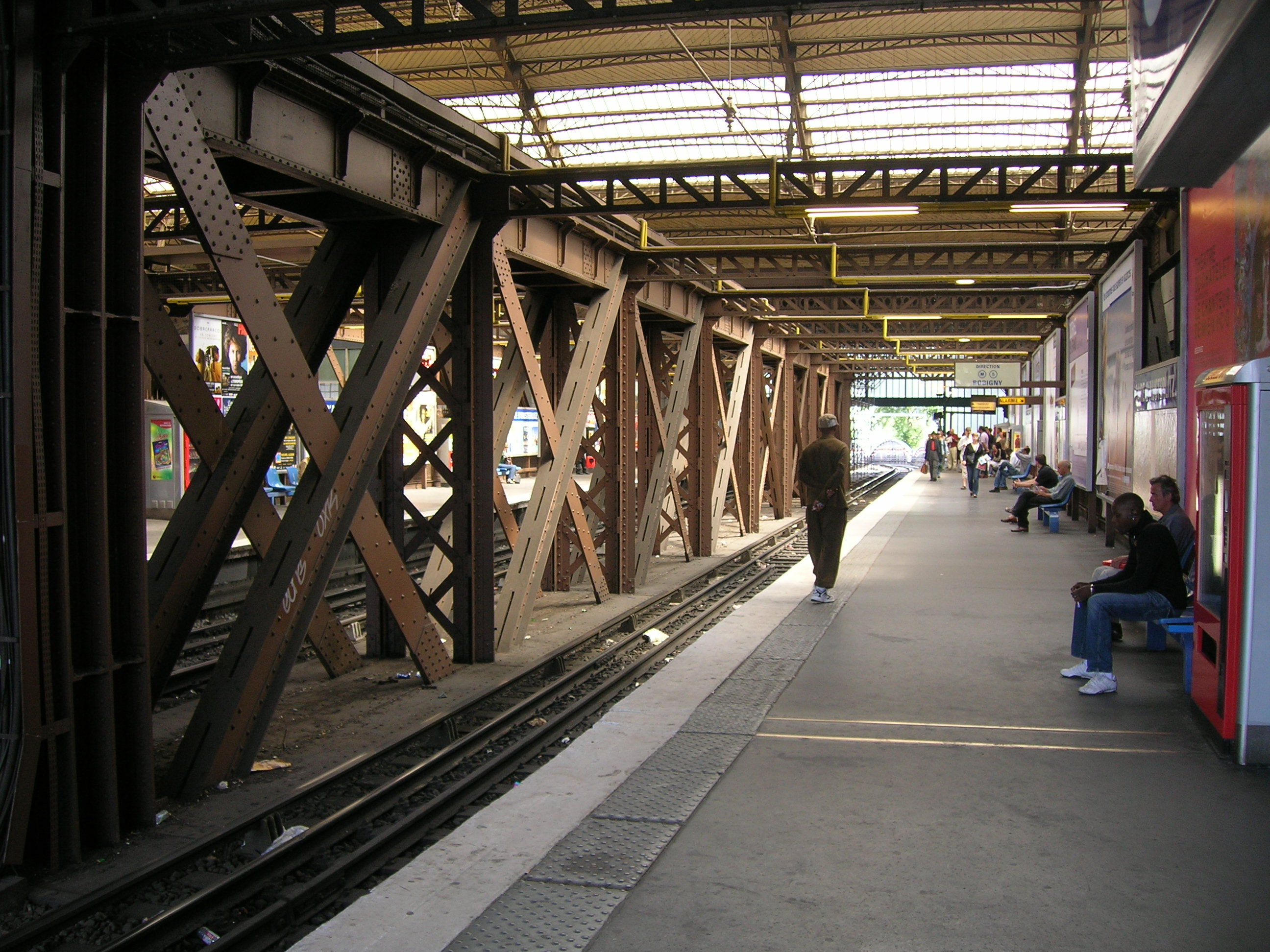
5号線ホーム
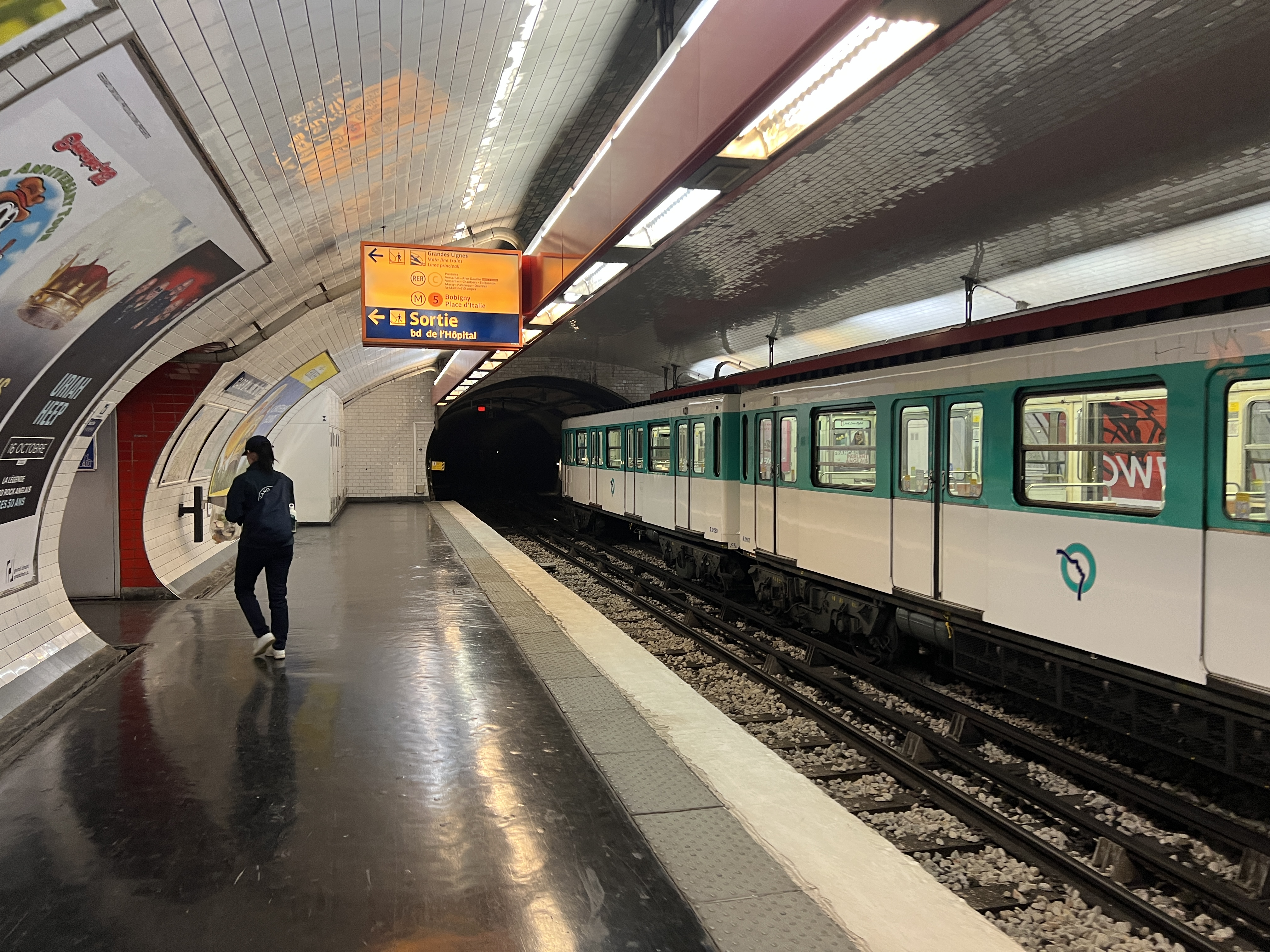
10号線ホーム

## 利用状況
SNCFの近年の年間乗降人員の推移は下表の通り。.
| 年                          | 2015       | 2016       | 2017       | 2018       | 2019       | 2020       | 2021       | 2022       | 2023       |
| --------------------------- | ---------- | ---------- | ---------- | ---------- | ---------- | ---------- | ---------- | ---------- | ---------- |
| 年間乗降客数                | 23,300,254 | 23,073,881 | 23,212,805 | 21,821,140 | 21,682,820 | 13,203,603 | 22,281,301 | 19,515,861 | 21,657,509 |
| 年間乗降客数 (非旅行者含む) | 24,119,239 | 23,872,118 | 24,037,704 | 22,535,671 | 22,423,095 | 13,602,554 | 22,814,864 | 20,309,128 | 22,602,374 |

## 駅周辺

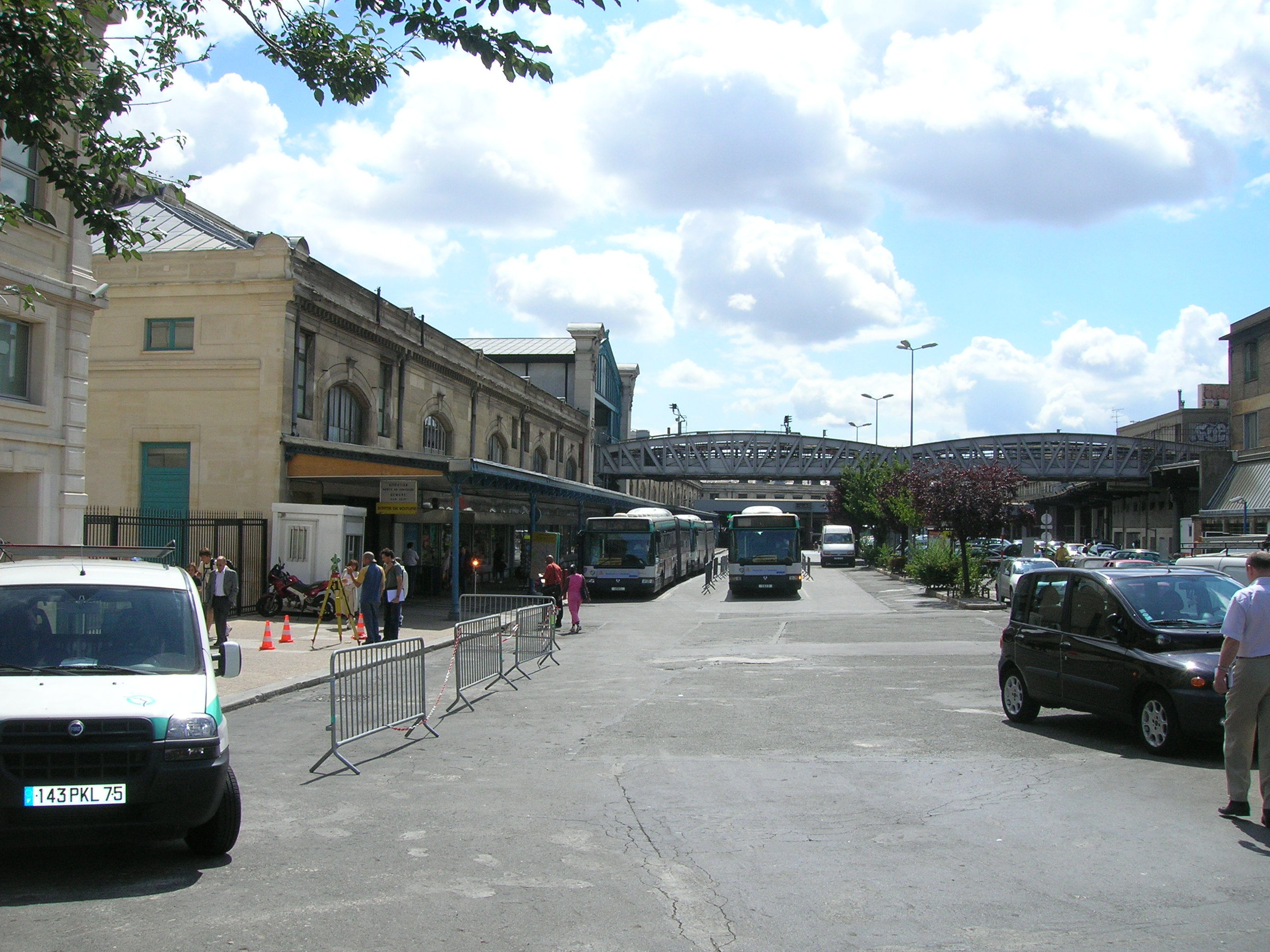
駅西側

オステルリッツ駅は東はオステルリッツ河岸を挟んでセーヌ川、西はピティエ・サルペトリエール病院、南はサルペトリエール・サンルイ礼拝堂北はヴァリュベール広場を挟んでパリ植物園に囲まれており、パリの他のターミナル駅と比べると閑静な地区にあった。しかし近年は駅の南東側で前述の再開発が進んでいる。
リヨン駅はセーヌ川をシャルル・ド・ゴール橋で渡った対岸にあり、徒歩でも乗換が可能な距離である。
駅前にはパリ交通公社 (RATP) 市内バスのガール・ドステルリッツ停留所があり、市内各地へのバスが発着する。

## 隣の駅
| パリ-ボルドー線 | パリ-ボルドー線                   | パリ-ボルドー線 |
| --- | --------------------------------- | --- |
| 起点駅 | Ouigo Train Classique             | ポン・ド・ランジス＝オルリー空港駅 ジュヴィジー駅 マッシー＝パレゾー駅 ナント方面 レンヌ方面 |
| 起点駅 | 夜行アンテルシテ                  | マルセイユ＝ブランカルド駅 ニース・ヴィル方面 |
| 起点駅 | 夜行アンテルシテ                  | ニーム駅 セルベール方面 |
| 起点駅 | 夜行アンテルシテ                  | クレスト駅 ブリアンソン方面 |
| 起点駅 | 夜行アンテルシテ                  | レゾブレ駅 トゥールーズ・マタビオ方面 タルブ方面 ラトゥール＝ドゥ＝カロル＝アンヴァイツグ方面 |
| 起点駅 | 夜行アンテルシテ                  | サン＝ドニ＝レ＝マルテル駅 オーリヤック方面 アルビ＝ヴィル方面 |
| 起点駅 | アンテルシテ                      | レゾブレ駅 ブリーヴ＝ラ＝ガイヤルド方面 トゥールーズ・マタビオ方面 |
| 起点駅 | アンテルシテ                      | ヴィエルゾン＝ヴィル駅 カオール方面 |
| 起点駅 | TERサントル＝ヴァル・ド・ロワール | レゾブレ駅 トゥール方面 ブールジュ方面 ヌヴェール方面 |
| 起点駅 | TERサントル＝ヴァル・ド・ロワール | エタンプ駅 レゾブレ駅 オルレアン方面 |
| 起点駅 | TERサントル＝ヴァル・ド・ロワール | ドゥルダン駅 シャトーダン方面 ヴァンドーム方面 |
| RER C線 |                                   | |
| サン＝ミッシェル＝ノートルダム駅 モンティニー＝ボーシャン方面 ポントアーズ方面 ヴェルサイユ＝シャトー＝リヴゴーシュ方面 サン＝カンタン＝アン＝イヴリーヌ＝モンティニー＝レ＝ブルトンヌー方面 シャビル＝ベリジー方面 ポン・ドゥ・ガリリアーノ＝ジョルジュ＝ポンピドゥー欧州病院方面 |                                   | ビブリオテーク・フランソワ・ミッテラン駅 ポン・ド・ランジス＝オルリー空港方面 マッシー＝パレゾー方面 ドゥルダン方面 ブレティニー方面 ジュヴィジー方面 ポルト・ド・ヴァンセンヌ方面 ドゥルダン＝ラ＝フォレ方面 ドゥルダン方面 サン＝マルタン＝デタンプ方面 ブレティニー方面 |
| メトロ5号線 |                                   | |
| ケ・ド・ラ・ラペ駅 ボビニー＝パブロ・ピカソ方面 |                                   | サン＝マルセル駅 プラス・ディタリー方面 |
| メトロ10号線 |                                   | |
| ジュシュー駅 ブローニュ＝ポン・ド・サン＝クル方面 |                                   | 終点駅 |